# 2024－2025年南太平洋熱帶氣旋季
2024－2025年南太平洋熱帶氣旋季，泛指在2024年7月至2025年6月內的任何時間，於南太平洋所產生的熱帶氣旋。大部份於南太平洋的熱帶氣旋通常都會於11月至4月期間形成。
本條目的範圍僅侷限於赤道以南，東經160度以東的南太平洋水域。在南太平洋產生的熱帶氣旋是由斐濟和新西蘭命名，而美国聯合颱風警報中心會把在該地區的熱帶低氣壓的編號以P字母作結。
以下各熱帶氣旋資訊以熱帶氣旋存在期間的最強形態為準。

## 已被國際命名的熱帶氣旋

### 熱帶氣旋皮塔（Pita）
1月8日，一個低壓在瓦努瓦圖以東形成，美國海軍研究實驗室給予擾動編號98P。
1月9日上午9時，斐濟氣象局判定其為一熱帶擾動，給予編號04F。
1月10日晚間6時，斐濟氣象局直接將其升格為一級熱帶氣旋，並命名為皮塔（Pita）。
1月11日正午12時，聯合颱風警報中心直接將其升格為熱帶風暴。
1月12日凌晨0時，斐濟氣象局將其降格為熱帶低氣壓。同時，聯合颱風警報中心將其降格為熱帶低氣壓。上午6時，斐濟氣象局認為其已轉化為一溫帶氣旋。正午12時，聯合颱風警報中心對其發佈最後警報。

### 熱帶氣旋瑞伊（Rae）
2月21日一個低壓在斐濟以北形成，美國海軍研究實驗室給予擾動編號94P。
2月22日上午9時，斐濟氣象局判定其為一熱帶擾動，給予編號09F。
2月23日凌晨0時，聯合台風警報中心將其升格為熱帶風暴，給予編號19P。凌晨3時，斐濟氣象局將其升格為熱帶低氣壓。晚間6時，斐濟氣象局將其升格為一級熱帶氣旋，命名為瑞伊（Rae）。
2月24日凌晨0時，斐濟氣象局將其升格為二級熱帶氣旋。同時，聯合颱風警報中心將其升格為一級熱帶氣旋。上午6時，聯合颱風警報中心將其降格為熱帶風暴。晚間6時，聯合台風警報中心再度將其升格為一級熱帶氣旋。
2月25日清晨6時，聯合颱風警報中心將其升格為二級熱帶氣旋。正午12時，聯合颱風警報中心將其降格為一級熱帶氣旋。晚間6時，聯合颱風警報中心將其降格為熱帶風暴。
2月26日凌晨0時，斐濟氣象局將其降格為一級熱帶氣旋並對其發布最後一報。上午9時，聯合颱風警報中心認為其轉化為一副熱帶風暴並對其發佈最後警報。

### 熱帶氣旋塞魯（Seru）
2月23日，一個低壓在瓦努瓦圖以北形成，美國海軍研究實驗室給予擾動編號96P。
2月24日晚間6時，斐濟氣象局判定其為一熱帶擾動，給予編號10F。
2月25日清晨6時，斐濟氣象局將其升格為熱帶低氣壓。同時，聯合台風警報中心將其升格為熱帶風暴，給予編號21P。下午3時，斐濟氣象局將其升格為一級熱帶氣旋，命名為塞魯（Seru）。
2月26日凌晨0時，斐濟氣象局將其升格為二級熱帶氣旋。
2月27日凌晨0時，斐濟氣象局將其降格為一級熱帶氣旋。晚間6時，斐濟氣象局對其發佈最後一報。
2月28日下午3時，聯合颱風警報中心認為其轉化為一副熱帶風暴並對其發佈最後警報。

### 熱帶氣旋塔姆（Tam）
4月13日，一個低壓在瓦努阿圖以北形成，美國海軍研究實驗室給予擾動編號98P。
4月14日上午9時，斐濟氣象局判定其為一熱帶擾動，給予編號11F。晚間6時，聯合颱風警報中心將其升格為熱帶風暴，給予熱帶氣旋編號30P。
4月15日上午6時，斐濟氣象局將其升格為熱帶低氣壓。晚間6時，斐濟氣象局將其升格為一級熱帶氣旋，命名為塔姆（Tam）。
4月16日午夜0時，聯合颱風警報中心對其發佈最後警報。上午6時，斐濟氣象局對其發佈最後警報。

## 未被國際命名的熱帶氣旋

### 熱帶低氣壓01F
12月28日，一個低壓在瓦努瓦圖東北方形成，美國海軍研究實驗室給予擾動編號91P。晚間6時，斐濟氣象局判定其為一熱帶擾動，給予編號01F。
12月29日晚間6時，聯合颱風警報中心直接將其升格為熱帶風暴，給予熱帶氣旋編號06P。
12月30日正午12時，聯合颱風警報中心對其發佈最後警報。晚間6時，斐濟氣象局對其發布最後一報。

#### 事後調整
斐濟氣象局在最新報告中將其升格為熱帶低氣壓。

### 熱帶擾動02F
12月31日，一個低壓在瓦努瓦圖以西形成，美國海軍研究實驗室給予擾動編號95P。上午9時，斐濟氣象局判定其為一熱帶擾動，給予編號02F。
1月2日晚間6時，斐濟氣象局對其發布最後一報。

### 熱帶擾動03F
1月5日上午9時，斐濟氣象局判定一個位於薩摩亞附近的一個低壓區為一熱帶擾動，給予編號03F。
1月6日，美國海軍研究實驗室給予其擾動編號96P。
1月8日晚間6時，斐濟氣象局對其發佈最後一報。

### 熱帶低氣壓05F
1月31日上午6時，斐濟氣象局判定一個位於所羅門群島東南方的一個低壓區為一熱帶擾動，給予編號05F。
2月1日，美國海軍研究實驗室給予其擾動編號91P。
2月3日午夜12時，聯合颱風警報中心直接將其升格為熱帶風暴，給予編號15P。清晨6時，斐濟氣象局將其升格為熱帶低氣壓。
2月5日上午9時，斐濟氣象局對其發佈最後一報。下午3時，聯合颱風警報中心對其發佈最後警報。

### 熱帶擾動06F
2月4日上午9時，熱帶低氣壓16U離開澳大利亞國家氣象局責任區進入南太平洋，因此改由斐濟氣象局接續發報，同時，斐濟氣象局將其判定為熱帶擾動，給予編號06F。
2月7日凌晨12時，聯合颱風警報中心判定其轉化為副熱帶風暴。
2月8日上午9時，斐濟氣象局對其發佈最後一報。

### 熱帶低氣壓07F
2月11日上午9時，熱帶低氣壓19U離開澳大利亞國家氣象局責任區進入南太平洋，因此改由斐濟氣象局接續發報，同時，斐濟氣象局將其判定為熱帶擾動，給予編號07F。下午3時，聯合颱風警報中心將其升格為熱帶風暴，給予編號16P。晚間6時，斐濟氣象局將其升格為熱帶低氣壓。
2月12日下午3時，聯合颱風警報中心對其發佈最後警報。
2月13日清晨5時，斐濟氣象局對其發佈最後一報。

### 熱帶低氣壓08F
2月18日，一個低壓在紐埃西北方形成，美國海軍研究實驗室給予擾動編號92P。
2月19日上午9時，斐濟氣象局判定其為一熱帶擾動，給予編號08F。
2月21日上午9時，斐濟氣象局將其升格為熱帶低氣壓。
2月22日正午12時，聯合颱風警報中心判定其為一副熱帶風暴。晚間6時，斐濟氣象局對其發佈最後一報。

## 氣旋季影響
以下表格顯示了2024－2025年南太平洋熱帶氣旋季的所有熱帶氣旋以及它們的登陸資料。在括號內的死亡人數屬於非直接，但仍與風暴有關的死亡。所有破壞及死亡數字都包括風暴在擾動及溫帶氣旋階段時的資料。
| 風暴名稱 | 持續日期                      | 最高強度     | 持續風速      | 氣壓                           | 影響地區                                             | 損失 （美元） | 死亡人數 | 來源 |
| -------- | ----------------------------- | ------------ | ------------- | ------------------------------ | ---------------------------------------------------- | ------------- | -------- | ---- |
| 01F      | 12月28日－12月30日            | 熱帶低氣壓   | 風力不詳      | 1,004百帕斯卡（29.65英寸汞柱） | 斐濟                                                 | 無            | 0        |      |
| 02F      | 12月31日－1月2日              | 熱帶擾動     | 風力不詳      | 1,006百帕斯卡（29.71英寸汞柱） | 無                                                   | 無            | 0        |      |
| 03F      | 1月5日－1月8日                | 熱帶擾動     | 風力不詳      | 997百帕斯卡（29.44英寸汞柱）   | 薩摩亞、紐埃                                         | 無            | 0        |      |
| 皮塔     | 1月9日－1月12日               | 一級熱帶氣旋 | 每小時65公里  | 995百帕斯卡（29.38英寸汞柱）   | 湯加、紐埃、庫克群島                                 | 無            | 0        |      |
| 05F      | 1月31日－2月5日               | 熱帶低氣壓   | 風力不詳      | 997百帕斯卡（29.44英寸汞柱）   | 洛亞蒂群島、瓦努阿圖                                 | 無            | 0        |      |
| 06F      | 2月4日－2月8日                | 熱帶擾動     | 風力不詳      | 996百帕斯卡（29.41英寸汞柱）   | 新喀里多尼亞                                         | 無            | 0        |      |
| 07F      | 2月11日－2月13日              | 熱帶低氣壓   | 風力不詳      | 998百帕斯卡（29.47英寸汞柱）   | 新喀里多尼亞                                         | 無            | 0        |      |
| 08F      | 2月19日－2月22日              | 熱帶低氣壓   | 風力不詳      | 998百帕斯卡（29.47英寸汞柱）   | 法屬玻里尼西亞、瓦努阿圖、新喀里多尼亞               | 無            | 0        |      |
| 瑞伊     | 2月22日－2月26日              | 二級熱帶氣旋 | 每小時110公里 | 975百帕斯卡（28.79英寸汞柱）   | 斐濟、瓦利斯和富圖納、湯加                           | 未知          | 0        |      |
| 塞魯     | 2月24日－2月27日              | 二級熱帶氣旋 | 每小時110公里 | 980百帕斯卡（28.94英寸汞柱）   | 斐濟、瓦努阿圖                                       | 無            | 0        |      |
| 塔姆     | 4月14日－4月16日              | 一級熱帶氣旋 | 每小時85公里  | 988百帕斯卡（29.18英寸汞柱）   | 瓦努阿圖、諾福克島、紐西蘭、澳大利亞（新南威爾斯州） | 未知          | 0 (6)    |      |
| 季節總結 |                               |              |               |                                |                                                      |               |          |      |
| 11個系統 | 2024年12月28日－2025年4月16日 |              | 每小時110公里 | 975百帕斯卡（28.79英寸汞柱）   |                                                      | 未知          | 0 (6)    |      |

## 風暴名稱
本年未用名稱以灰色表示，黑體字表示今年已經使用過，粗體名稱表示該風暴活躍中，橙色表示下一個即將使用的熱帶氣旋名稱。
| - Pita - Rae - Seru - Tam - Urmil - Vaianu（未用） - Wati（未用） | - Xavier（未用） - Yani（未用） - Zita（未用） - Arthur（未用） - Becky（未用） - Chip（未用） - Denia（未用） |  |

## 外部連結
- 世界氣象組織（页面存档备份，存于）
- 澳洲氣象局（页面存档备份，存于）
- 斐濟氣象部門（页面存档备份，存于）
- 紐西蘭氣象局（页面存档备份，存于）
- 美國聯合颱風警報中心(JTWC)（页面存档备份，存于）

## 参見
- 2024年北印度洋氣旋季
- 2024年太平洋颱風季
- 2024年太平洋颶風季
- 2024年大西洋颶風季
- 2024－2025年西南印度洋熱帶氣旋季
- 2024－2025年澳洲地區熱帶氣旋季